# Bernardo Panicola
Bernardo Panicola, o Bernardino (Montecelio, 1580 – Roma, 10 novembre 1666), è stato un vescovo cattolico italiano.

## Biografia
Famoso giureconsulto e lettore pubblico alla Sapienza, entrò nel 1610 nella Compagnia di San Giuseppe Calasanzio, prima come catechista, poi come primo procuratore generale della nascente Congregazione Paolina. Divenuto auditore del duca Cesarini, passò poi al servizio di mons. Angelo Cesi in Roma, Rimini e Bologna.
Panicola, amico del beato Cherubini, fu un vescovo molto introdotto nella vita politica romana, tant'è che quando Francesco Barberini (nipote di Urbano VIII) fu consacrato vescovo domenica 29 settembre 1623 nella basilica di San Pietro dal cardinale Girolamo Colonna, egli fu assistito da Giovanni Battista Scanaroli, vescovo titolare di Sidone, e da Bernardino Panicola, vescovo di Ravello e Scala. Quando venne nominato da Urbano VIII (15 dicembre 1642) 5º vescovo di Ravello e Scala, "con gran giubilo della sua patria, (egli) che vuolle dimostrarlo col dono di scudi 500 e con gli elogi, che fece in un pubblico Conseglio sì della sua persona, sì della sua onoratissima et nobilissima Casa".
San Pantaleone, medico e martire, patrono di Ravello, rappresenta il cuore della devozione e della tradizione ravellesi. La cappella dedicata al santo, voluta sin dal 1617 dal vescovo Michele Bosio, per una più sicura e degna collocazione della reliquia del sangue del martire, fu realizzata nel 1643 durante l'episcopato del vescovo Bernardino Panicola, che ne fece la traslazione con una solenne processione per la città. A Montecelio tornò a conferire la cresima nel 1643 e nel 1650. Sappiamo dal Picchetti che il vescovo Panicola fu autore di "molte opre concernenti la materia legale et ecclesiastica", fra cui il trattato di Peste, scritto negli ultimi anni della sua lunga vita. Egli fu pure autore dei trattati De potestate eclesiasticorum tempore pestis; De juribus ac Privilegii Cathedralis Ravellensis, in occasione che l'arcivescovo di Amalfi pretendeva entrare in Ravello con la Croce e dare benedizione; Consilium pro R. Monasterio èt Monialibus S. Clarae civitatis Ravelli, e Relatio iurum Doh'nae seu gabellae et Plateatici. Del suo governo episcopale si conservano due libri di visite pastorali, una eseguita nell'anno 1643 ed essendosi formati in seno alla Chiesa due partiti l'altra nell'anno 1665, ricche di notizie intorno alle chiese della diocesi ravellese.
Bernardino Panicola fu il primo restauratore (1629) della chiesa di San Lorenzo martire (santo al quale fu devoto), la più antica di Montecelio. Proprio la sua abitazione di Montecelio, ricordiamo, fu la prima scuola del paese. Morì a Roma il 10 novembre 1666 e fu sepolto nella chiesa di San Francesco a Ripa. Lo storico Francesco Pansa afferma che il vescovo Bernardino Panicola visse e morì da santo e che fu iscritto nell'albo dei venerabili. I diretti discendenti vivono a Montecelio e Marsala. Per la devozione ai Barberini, i familiari del vescovo Panicola, che fu patrizio romano, ebbero nobiltà col titolo di marchesi e duca.
Una delle sue opere più famose, tradotta in diverse lingue, è Relatio ivrivm decimae, sev dohanellae cavallorvm trivm solvendorvm mensae episcopali rauellensi, pro quolibet caroleno, vel granorum quindecim pro qualibetvntia omnium, & quarucumq[ue] mercium, & rerum in ciuitate Rauelli vendendarum, & emendarum.: sev dohanellae cavallorvm trivm solvendorvm... Del vescovo di Ravello e Scala Bernardino Panicola - Pubblicato da Typis Francisci Monetae, 1650.

## Genealogia episcopale
La genealogia episcopale è:
- Cardinale Guillaume d'Estouteville, O.S.B.Clun.
- Papa Sisto IV
- Papa Giulio II
- Cardinale Raffaele Sansone Riario
- Papa Leone X
- Papa Paolo III
- Cardinale Francesco Pisani
- Cardinale Alfonso Gesualdo di Conza
- Papa Clemente VIII
- Cardinale Pietro Aldobrandini
- Cardinale Laudivio Zacchia
- Cardinale Antonio Barberini, O.F.M.Cap.
- Cardinale Alessandro Cesarini
- Vescovo Bernardo Panicola